# Albert Kuvezin
Albert Budachyyevich Kuvezin (touvain : Альберт Будачыевич Кувезин), né le 27 novembre 1965 à Kyzyl, capitale de la république de Touva, dans la fédération de Russie, est un chanteur touvain de khöömei dans le style kargyraa. Il est notamment un des fondateurs du groupe de musique folklorique traditionnelle Huun-Huur-Tu en 1992, qu'il quitte rapidement pour former le groupe Yat-Kha, mêlant toujours la musique folklorique traditionnelle, à des musiques contemporaines, telles que le rock ou le punk.